# Raión de Zhúkov
El raión de Zhúkov (ruso: Жу́ковский райо́н) es un distrito administrativo y municipal (raión) ruso perteneciente a la óblast de Kaluga. Se ubica en el noreste de la óblast. Su capital es Zhúkov.
En 2021, el raión tenía una población de 62 370 habitantes.
El raión es limítrofe al norte y este con la óblast de Moscú, y al noreste con el territorio de la capital federal Moscú. Al noroeste, el raión limita con el ókrug urbano de Óbninsk, por lo que alberga la periferia oriental de esta ciudad.
Antes de la creación de la actual óblast de Kaluga en 1944, el raión de Zhúkov (hasta 1974 denominado "raión de Ugodski Zavod", "Угодско-Заводский район") formaba parte de la óblast de Moscú.

## Subdivisiones
Comprende 174 localidades, distribuidas entre los tres ayuntamientos urbanos de las ciudades de Beloúsovo, Zhúkov (la capital) y Kremionki y los siguientes doce asentamientos rurales:
- Aldea Verjovye
- Aldea Korsákovo
- Aldea Trostye
- Aldea Chubárovo
- Pueblo del Sanatorio Vosjod
- Pueblo Vysokínichi
- Pueblo Istye
- Pueblo Sovjoz Pobeda
- Pueblo Sovjoz Chaúsovo
- Pueblo Tarútino
- Pueblo Tróitskoye
- Pueblo Trubinó